# 加舒尔布鲁木II峰
加舒尔布鲁木II峰（Gasherbrum II）位于中国和巴控克什米尔边境的喀喇昆仑山脉，距离乔戈里峰约26公里，海拔8,035米，是喀喇昆仑山脉的第四高峰，世界第十三高峰。